# Live It Up (Yüksek Sadakat-låt)
"Live It Up" är en låt framförd av den turkiska rockgruppen Yüksek Sadakat. Låten representerade Turkiet vid Eurovision Song Contest 2011 i Düsseldorf, Tyskland.

### Fotnoter
1. ↑  Busa, Alexandru (25 februari 2011). ”Turkey : Song title announced”. ESCToday. Arkiverad från originalet den 28 februari 2011. https://web.archive.org/web/20110228045122/http://www.esctoday.com/news/read/16871. (engelska)